# Big Drama
Big Drama, född 14 februari 2006, död 25 januari 2021, var ett engelskt fullblod, mest känd för att ha segrat i Breeders' Cup Sprint (2010).

## Bakgrund
Big Drama var en mörkbrun hingst efter Montbrook och under Riveting Drama (efter Notebook). Han föddes upp i Florida av sin ägare Harold Queen. Han tränades av David Fawkes.

## Karriär
Big Drama tävlade mellan 2008 och 2011. Under tävlingskarriären sprang han in totalt in 2 746 060 dollar på 19 starter, varav 11 segrar, 4 andraplatser och 1 tredjeplats. Han tog karriärens största seger i Breeders' Cup Sprint (2010). Han segrade även i Delta Jackpot Stakes (2008), Affirmed Stakes (2008), Dr. Fager Stakes (2008), In Reality Stakes (2008), Red Legend Stakes (2009), Smile Sprint Handicap (2010) och Mr. Prospector Stakes (2011).
Under tvååringssäsongen lyckades Big Drama att segra i grupp 3-löpet Delta Jackpot Stakes, samt alla tre löp i Florida Stallion Series, vilket gjorde honom till en av endast sex tvååringar som lyckats med bedriften under seriens 27-åriga historia.
Som treåring segrade han i Red Legend Stakes på Charles Town Races and Slots. Han satte banrekord över 7 furlongs på 1:20,88 i Swale Stakes på Gulfstream, även om han diskvalificerades från vinsten och flyttades ner till andra plats, på grund av trängning. Big Drama slutade även femma i 2009 års Preakness Stakes på Pimlico Race Course i Baltimore, Maryland. Han startade även i West Virginia Derby den 1 augusti 2009, där han blev slagen med ett huvud av Soul Warrior.
Som fyraåring, den 6 november 2010, vann Big Drama Breeders' Cup Sprint på Churchill Downs.
I debutlöpet som femåring den 15 januari 2011, satte Big Drama banrekord på 1:08.12 över 6 furlongs i Mr. Prospector Stakes.

### Som avelshingst
Efter tävlingskarriären var Big Drama verksam som avelshingst. Han avlivades den 25 januari 2021 efter komplikationer med magproblem.